# 福庭古墳
福庭古墳（ふくばこふん）は、鳥取県倉吉市福庭にある古墳。形状は円墳（または方墳）。波波伎神社古墳群を構成する古墳の1つ。鳥取県指定史跡に指定されている。

## 概要
鳥取県中部、倉吉駅から北方の大平山から西に延びる尾根の先端部付近に築造された古墳である。発掘調査は実施されていない。
墳形は円形で、直径35メートル・高さ4メートルを測るとされるが、方墳とする説もある。埋葬施設は切石の両袖式横穴式石室である。副葬品は詳らかでない。築造時期は古墳時代終末期の7世紀前半（または7世紀中葉）頃と推定される。三明寺古墳（倉吉市巌城）とともに倉吉地方における代表的な終末期古墳である。
古墳域は1956年（昭和31年）に鳥取県指定史跡に指定されている。

## 埋葬施設

石室俯瞰図

石室展開図

埋葬施設としては、両袖式横穴式石室が構築されている。石室の規模は次の通り。
- 石室全長：9.5メートル
- 玄室：長さ2.9メートル、幅2.2メートル、高さ2.2メートル
- 羨道：長さ4.7メートル

玄室の奥壁は切石により、天井石は一枚石による。玄室内には玄門付近の床面に敷居状の石を立てており、石障とみられる。奥壁の一部には赤色顔料が残り、装飾古墳の可能性が指摘されるが、詳らかでない。また玄門の天井石には扉を観音開きする際の段を付す（装飾目的か）

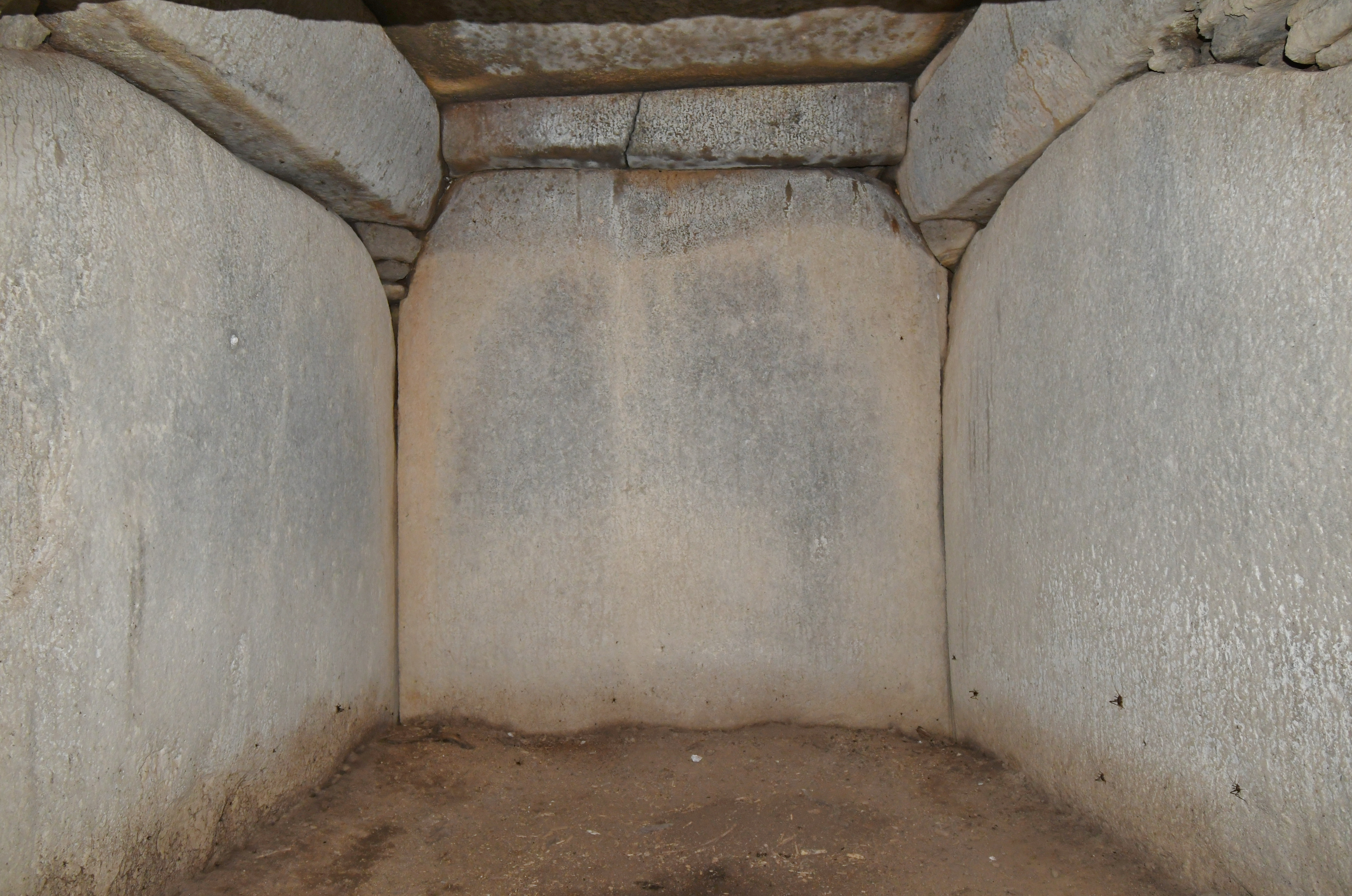
玄室（奥壁方向）
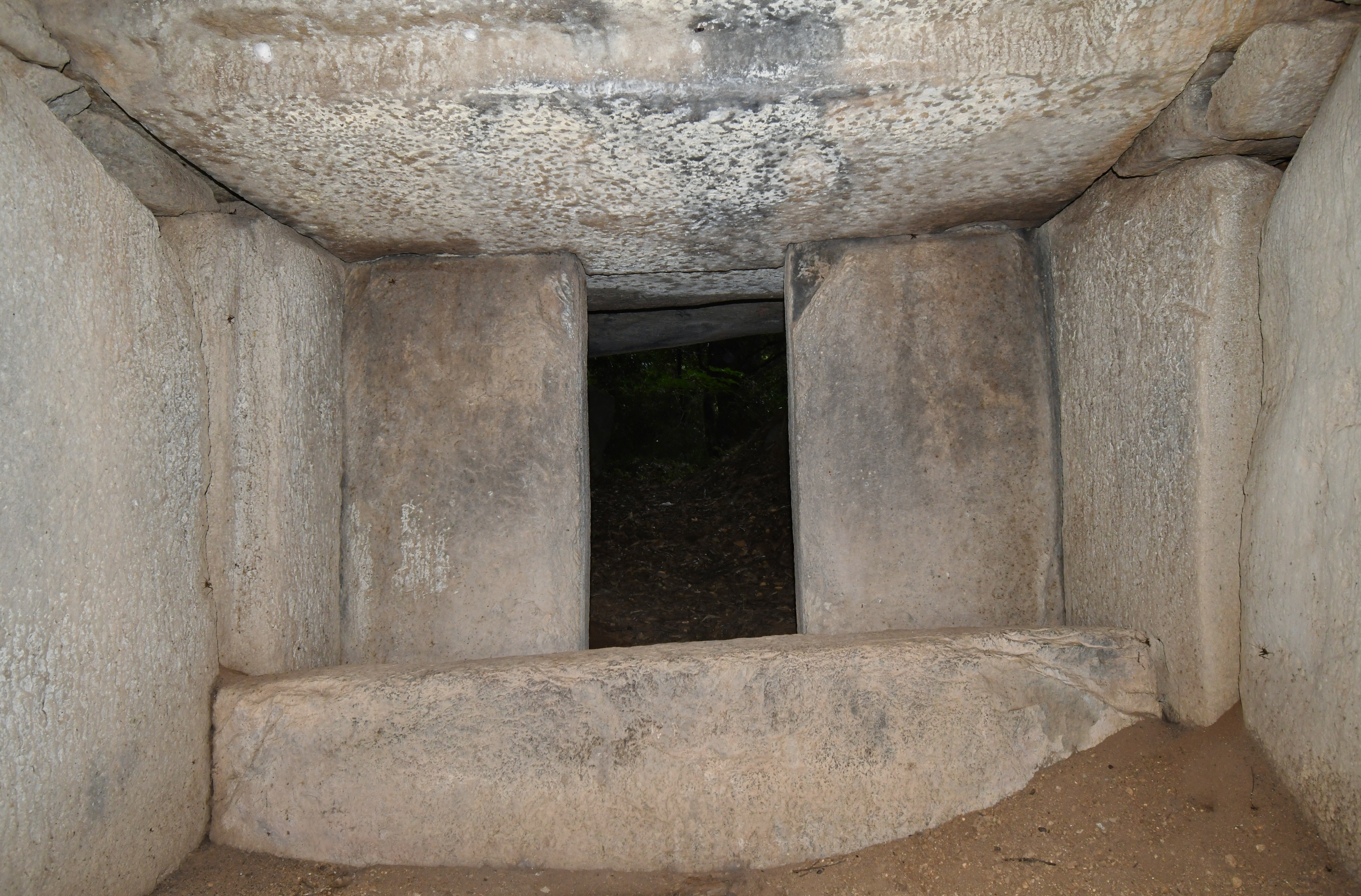
玄門（玄室側）
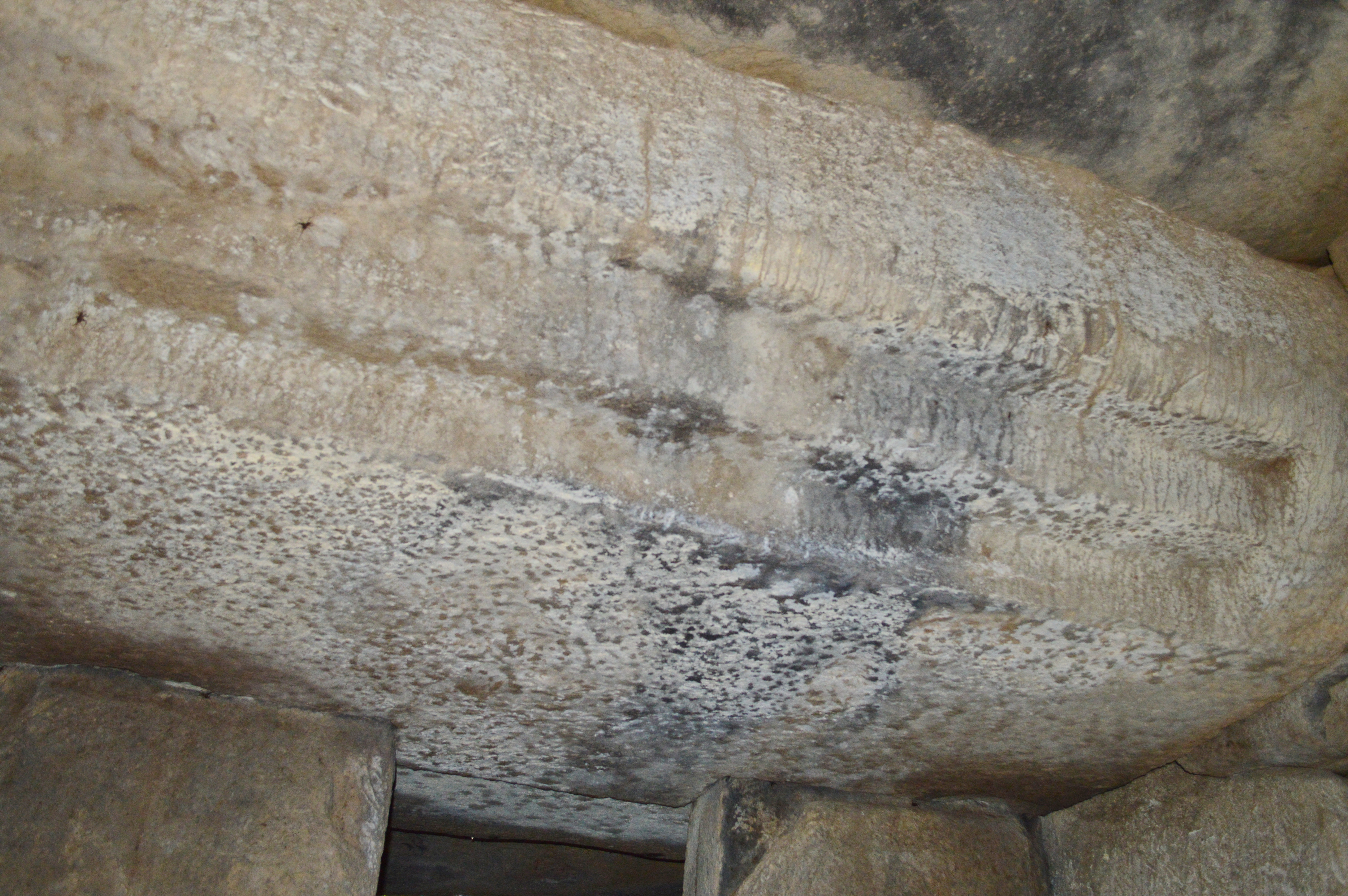
玄門天井石の段
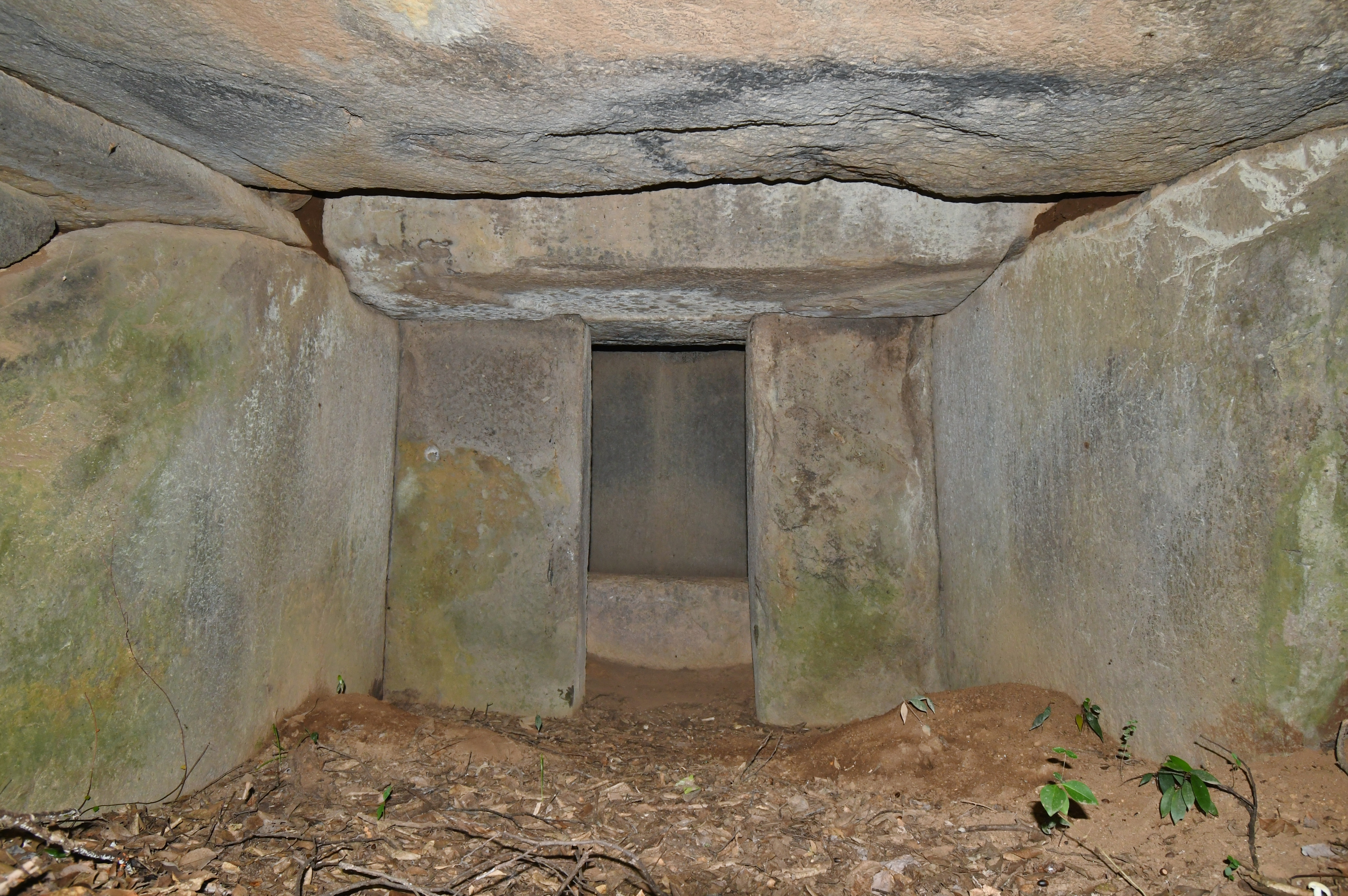
玄門（羨道側）
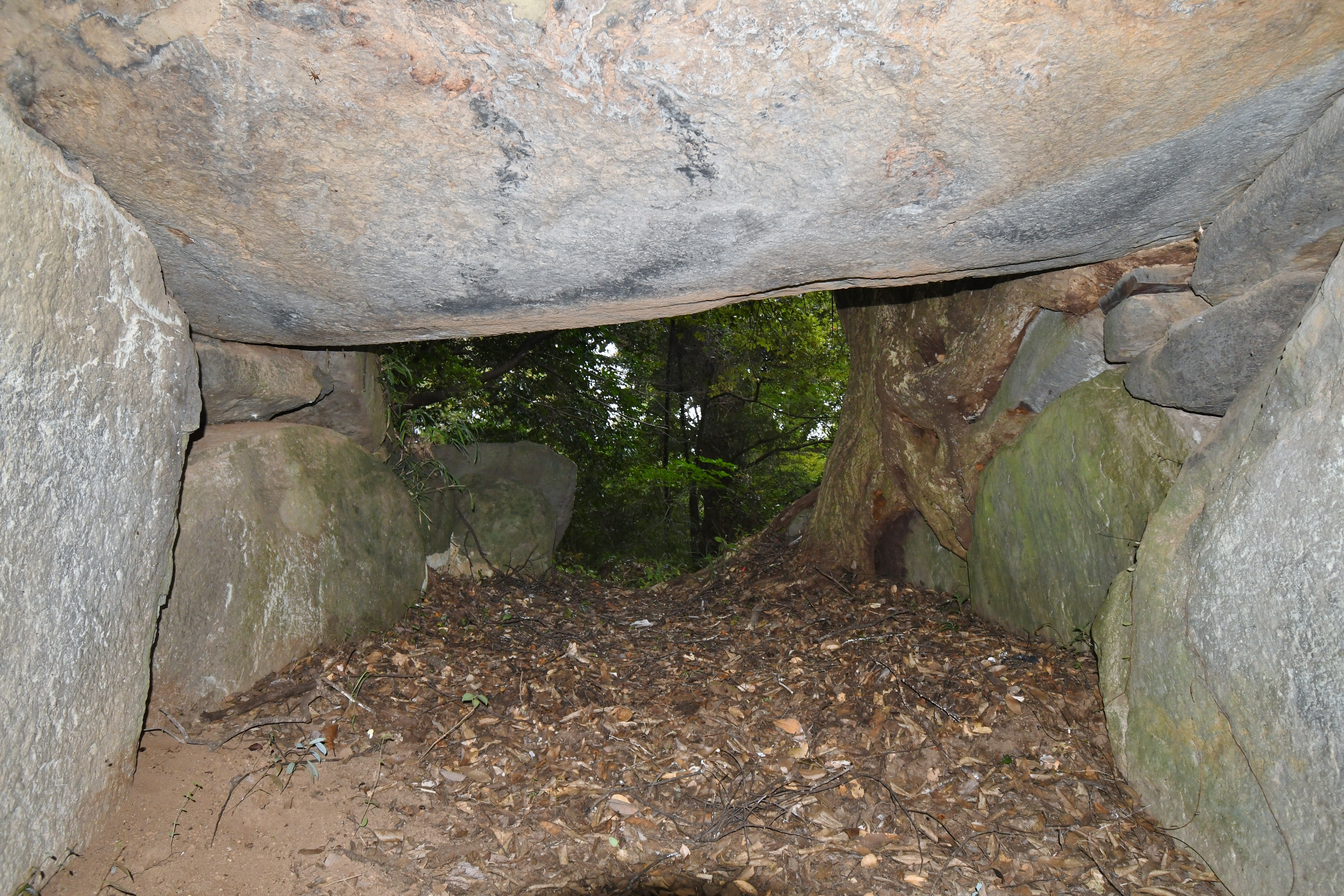
羨道（開口部方向）

## 文化財

### 鳥取県指定文化財
- 史跡
  - 福庭古墳 - 1956年（昭和31年）5月30日指定[4]。